# Woudagemaal
Das Wouda-Pumpwerk (niederländisch Woudagemaal) liegt im niederländischen Dorf Tacozijl in der Nähe des friesischen Dorfs Lemmer am IJsselmeer. Es ist das größte und einzige noch arbeitende Dampfpumpwerk der Welt. Das Pumpwerk ist wurde 1998 von der UNESCO zum Weltkulturerbe ernannt.

## Name
Seinen Namen erhielt es nach dem niederländischen Bauingenieur Dirk Frederik Wouda, der als Mitarbeiter des Wasserwirtschaftsamtes der Provinz Friesland für seine Konstruktion verantwortlich zeichnete.

## Bau
Der Plan zum Bau entstand im Jahr 1913 aus der Zusammenarbeit der Ingenieure Wouda und Dijxhoorn und war ein Teil der Zuiderzeewerke, des größten niederländischen Wasserbauprojekts des 20. Jahrhunderts, als dessen Folge unter anderem das IJsselmeer als ein Restmeer übrigblieb und die angelegten Polder zur neuen Provinz Flevoland erklärt wurden.
In den Jahren 1917 und 1918 wurde der Bau errichtet, wobei es 1918 durch Blitzeinschlag in einen Schornstein eine Verzögerung gab. Am 7. Oktober 1920 wurde das Schöpfwerk Wouda durch Königin Wilhelmina eingeweiht und ging erstmals in Betrieb.

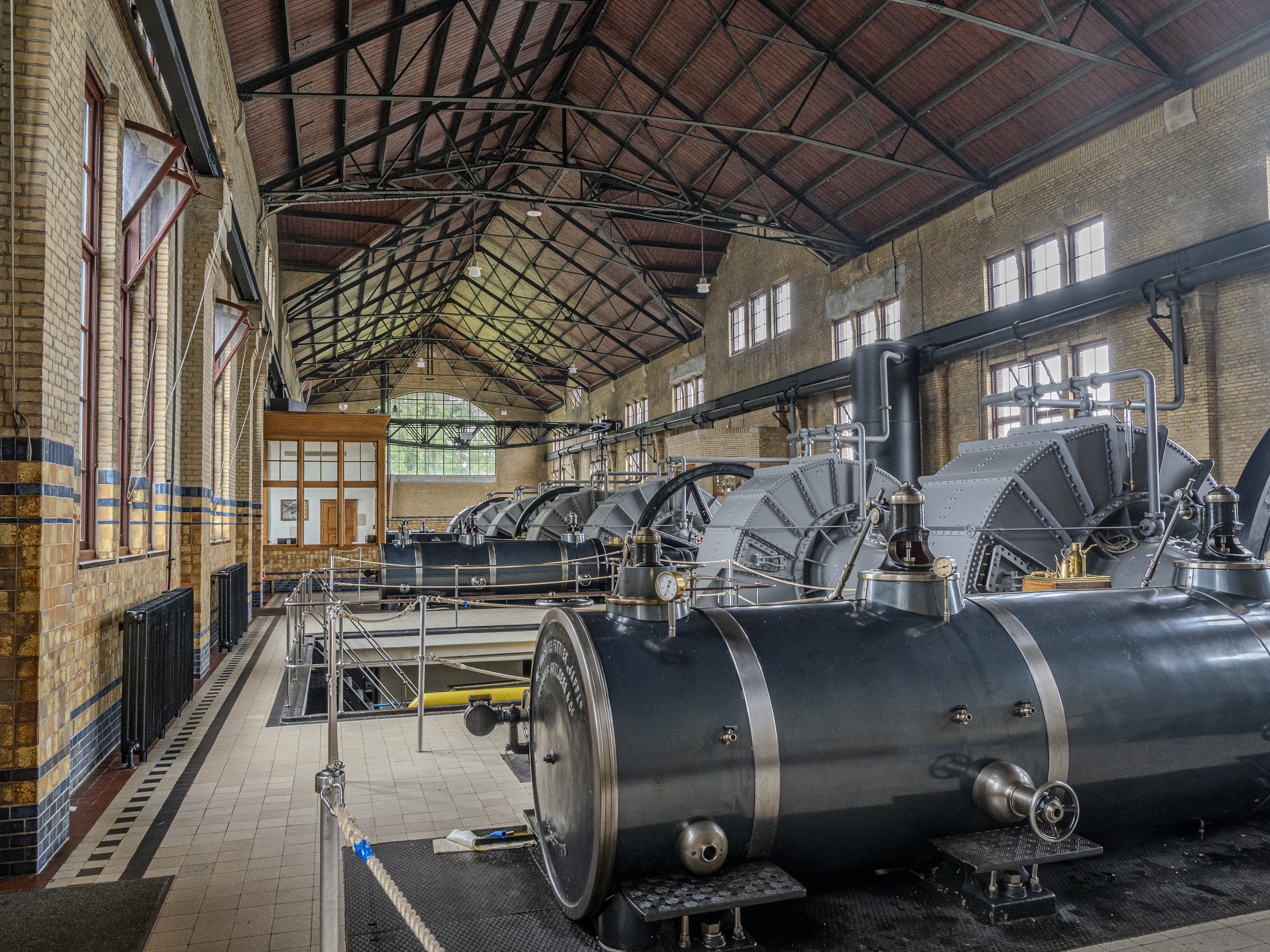
Schöpfwerk Woudagemaal, Innenansicht

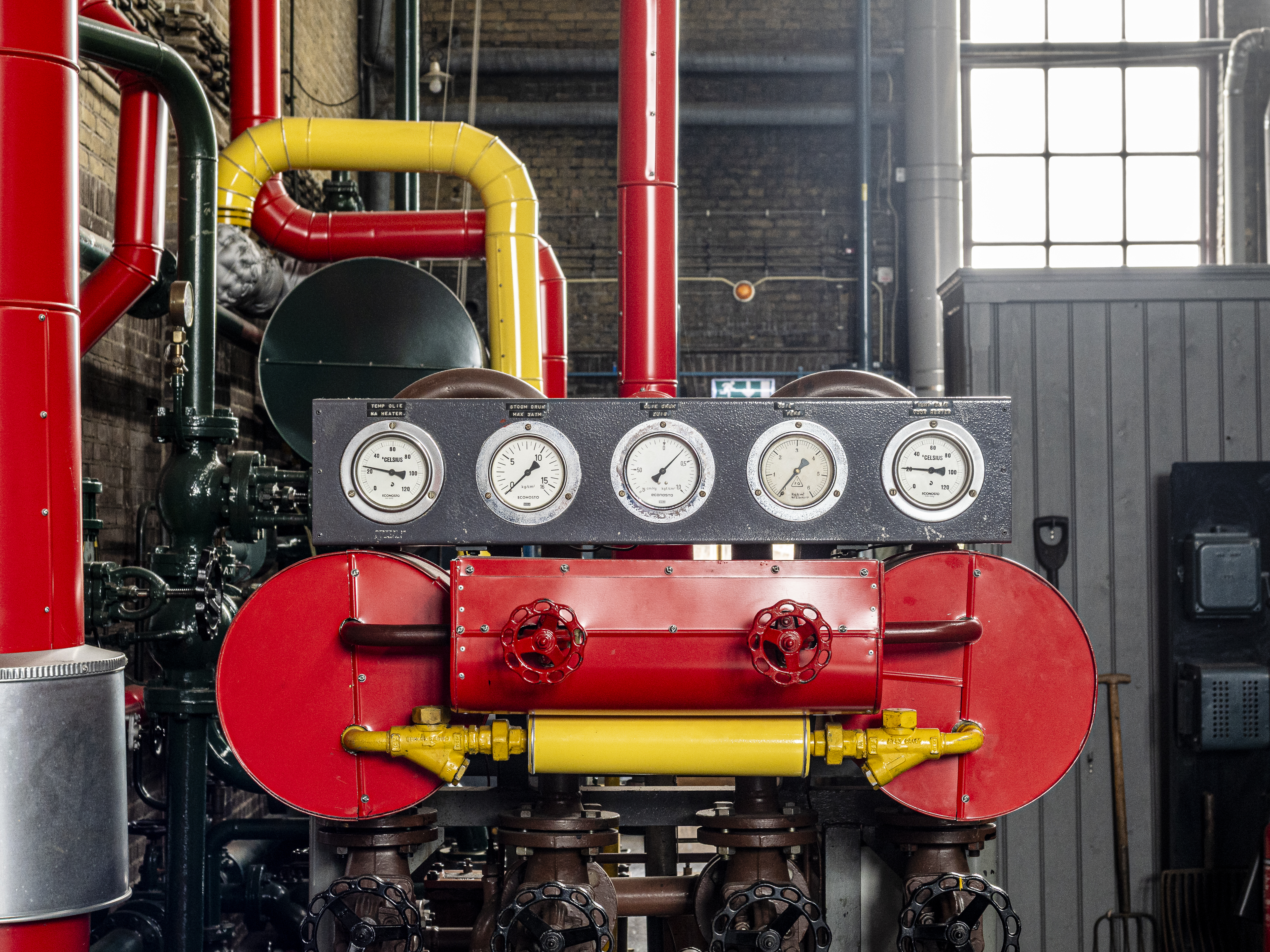
Schöpfwerk Woudagemaal

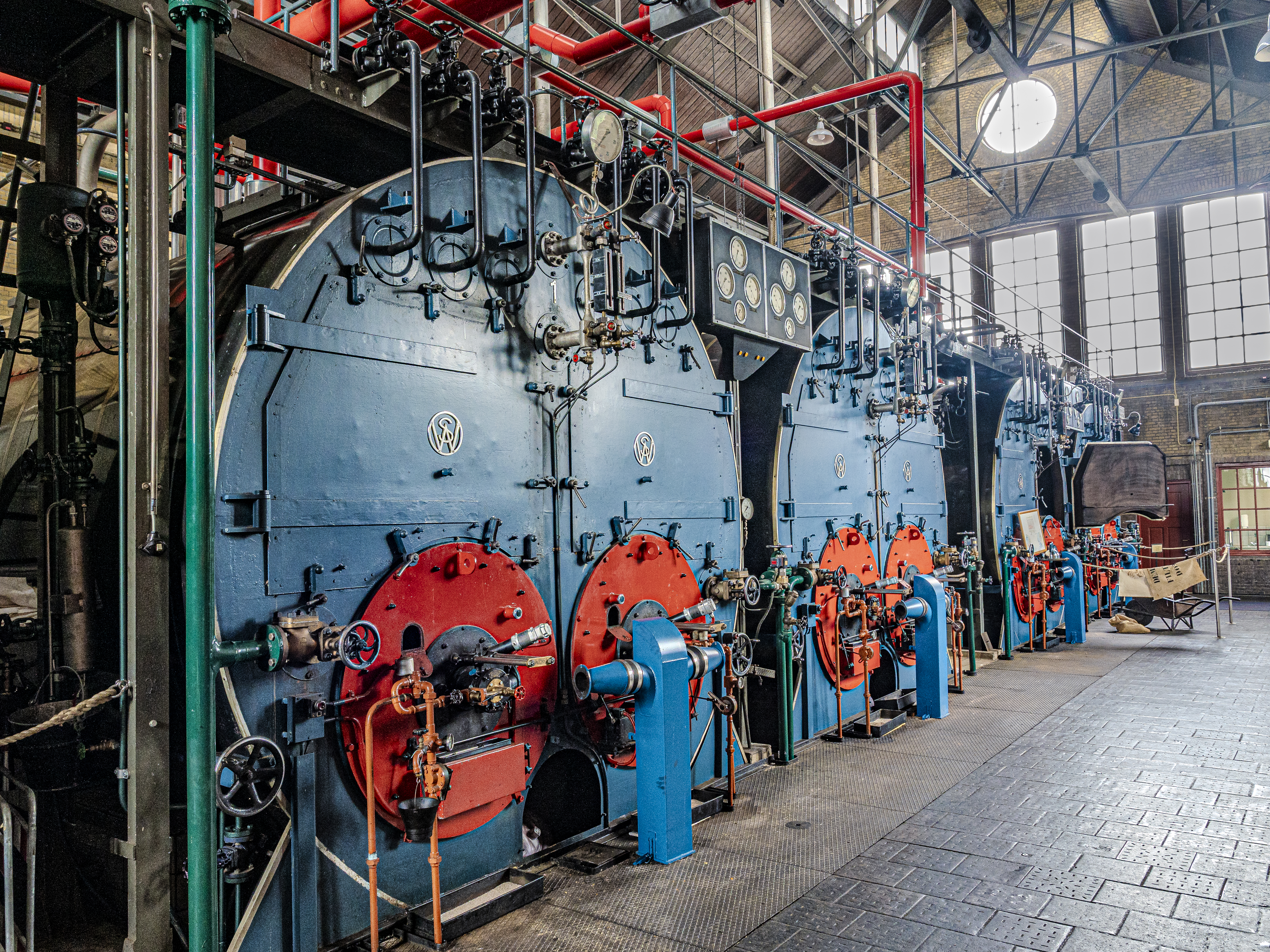
Schöpfwerk Woudagemaal

## Technik und Geschichte
Zu den Gebäuden der Anlage gehören das Maschinenhaus und das Kesselhaus. Vier Fluttore entlassen das Wasser ins IJsselmeer. Das Schöpfwerk selbst besteht aus vier Doppel-Dampfmaschinen mit einer Leistung von je 500 PS (ca. 368 kW) und je zwei (also 8 insgesamt) Zentrifugalpumpen. Dadurch können 4.000 m³ (also 4.000.000 l) pro Minute ins IJsselmeer gepumpt werden. Das entspricht auch heute noch etwa 6 % des friesischen Hochwassers. Friesland liegt im Durchschnitt 52 cm unter dem Niveau des Meeresspiegels.
Dampfmaschinen und Pumpen waren Produkte der Maschinenfabrik Jaffa in Utrecht. 
Zunächst wurden die Dampfmaschinen mit Kohle befeuert. Bis zu 24 Arbeiter waren damals in der Anlage beschäftigt. Nach dem Krieg wurde zeitweise sogar Torf verfeuert. 1956 wurden die kohlengeheizten Dampfkessel durch vier neue Kessel ersetzt. 1967 wurde die Anlage auf Ölbefeuerung umgestellt. Sie wird seitdem mit Schweröl beheizt und verbraucht davon für einen Tag Einsatz 12 bis 13 Tonnen. 
Bis 1966 hat das Schöpfwerk Wouda allein den Pegel von Friesland reguliert. In jenem Jahr wurde das Schöpfwerk J. L. Hoogland bei Stavoren in Betrieb genommen, das elektrisch läuft. Seitdem ist der Einsatz des Schöpfwerks Wouda auf Hochwasserzeiten beschränkt; es läuft nur noch 5 bis 6 Mal im Jahr, zusammen an etwa 20 Tagen. Der Einsatzbefehl kommt aus der friesischen Provinzhauptstadt Leeuwarden. Letzter Einsatz war während der Sturmfluten zwischen dem 11. und 23. Januar 2007.

## Bedeutung
Das Dampfpumpwerk Wouda bildete über viele Jahre das Modell für weitere Anlagen in aller Welt, eine Art Standard für Dampfpumpwerke. Es ist das größte Dampfpumpwerk geblieben und ist das einzige, das heute noch in Betrieb ist.
Nicht nur die Technik, auch die Architektur der Anlage im Stil der expressionistischen Amsterdamer Schule gilt als vorbildlich. Sie setzt den Glauben an den technischen Fortschritt eindrucksvoll um. Der Industriebau wirkt wie eine langgestreckte Wasserburg, umgeben von alten Bäumen und Schilf. Es kann besichtigt werden, wenn der Zufall es will, sogar im Einsatz. Im Oktober 2011 wurde durch Prinzessin Margriet ein neues Besucherzentrum eröffnet.
Seit 1977 steht das Dampfpumpwerk Wouda als Rijksmonument unter Denkmalschutz.
1998 wurde das Schöpfwerk Wouda von der UNESCO zum Weltkulturerbe ernannt, da es einen Höhepunkt zum Schutz der Menschen und des Landes gegen die Naturkräfte, hier das Wasser, durch die niederländischen Ingenieure und Architekten darstellt.